# Dance (Our Own Party)
Dance (Our Own Party) è un singolo del gruppo musicale maltese The Busker, pubblicato il 3 marzo 2023.

## Promozione
Il 21 novembre 2022 The Busker sono stati confermati fra i 40 partecipanti a Malta Eurovision Song Contest 2023, festival utilizzato per selezionare il rappresentante maltese all'annuale Eurovision Song Contest, con Dance (Our Own Party) come inedito per la competizione. Dopo aver superato i quarti di finale e la semifinale, l'11 febbraio 2023 The Busker si sono esibiti alla finale, dove il voto combinato di giuria e televoto l'ha scelto come vincitore fra le 16 proposte e rappresentante nazionale all'Eurovision Song Contest 2023 a Liverpool. Il brano è stato ri-registrato in studio per l'occasione e pubblicato come singolo digitale il 3 marzo 2023. Nel maggio successivo si sono esibiti durante la prima semifinale della manifestazione europea, senza però qualificarsi per la finale.

## Tracce
Testi e musiche di David Meilak, Jean Paul Borg, Sean Meachen, Matthew James Borg e Michael Joe Cini.
1. Dance (Our Own Party) – 2:49